# Distrito de Senboku
El distrito de Senboku (泉北郡 Senboku-gun?) es un distrito localizado en la prefectura de Osaka, Japón. En julio de 2019 tenía una población estimada de 16.843 habitantes y una densidad de población de 4.243 personas por km². Su área total es de 3,97 km².

## Localidades
- Tadaoka